# Brookfield Center
Brookfield Center – jednostka osadnicza w Stanach Zjednoczonych, w stanie Ohio, w hrabstwie Trumbull.